# Vittorio Mathieu
Vittorio Mathieu (Varazze, 12 de diciembre de 1923 - Chivasso, 30 de septiembre de 2020) fue un filósofo y político italiano.

## Biografía
Discípulo de Augusto Guzzo en la Universidad de Turín, fue profesor de Historia de la Filosofía en Trieste (1961), enseñó en Turín (1967) Filosofía y luego (desde 1973) Filosofía moral. Es miembro nacional de la Accademia dei Lincei desde 1990. Considerado de impronta neokantiana, sus obras han estudiado no solo problemas eruditos y hermenéuticos de la Historia de la Filosofía, sino también aspectos polémicos del pensamiento y la sociedad actuales. En 1994, fundó, junto con Silvio Berlusconi, Lucio Colletti y otros, el partido Forza Italia.

## Principales obras
- Bergson, Il profondo e la sua espressione, 1954.
- La filosofia trascendentale e l'"Opus postumum" di Kant, 1958.
- Leibniz e Des Bosses, 1960.
- L'oggettività, 1960.
- Il problema dell'esperienza, 1963.
- Introduzione a Leibniz, 1976.
- La speranza nella rivoluzione, 1972.[3]
- Dialettica della libertà, 1974.
- Perché punire?, 1978.
- Cancro in Occidente. Le rovine del giacobinismo, 1980.
- Filosofia del denaro. Dopo il tramonto di Keynes, 1985.[4]
- Luci e ombre del giusnaturalismo ed altri studi di filosofia giuridica e politica, 1989.
- Perché leggere Plotino, 1992.
- L'uomo animale ermeneutico, 2000.
- Goethe e il suo diavolo custode, 2002.
- Privacy e dignità dell'uomo: una teoria della persona, 2004.
- In tre giorni, 2010.